# Vasile Erdeli
Vasile Erdeli (n. 1 august 1794, Macău, azi în Ungaria – d. 17 martie 1862, Oradea) a fost episcop român unit al Diecezei de Oradea Mare, între anii 1843–1862.

## Originea și studiile
Vasile Erdeli (Ardeleanu) s-a născut în orașul Macău, din comitatul Cenadului, azi în Ungaria, într-o familie de oieri români, plecați din Budureasa.
Știm că și-a făcut studiile secundare la Timișoara și apoi la Oradea, ca elev al Seminarului Tinerimii Române Unite, pe care le-a încheiat în anul 1815.
În perioada 1815 – 1816, a studiat un an la Academia de Drepturi de la Oradea, iar apoi, în perioada 1816–1817,  anul I de teologie, la Seminarul latin tot de la Oradea. Anul al doilea de teologie l-a făcut la Budapesta, iar, începând cu toamna anului 1818, și-a continuat studiile teologice, anii al III-lea și al IV-lea, la Viena, pe care le-a încheiat în anul 1820. De la Viena s-a întors acasă.

## Preot
La 20 noiembrie 1820, Vasile Erdeli a fost hirotonit preot celib și, în perioada 1821 – 1829, a îndeplinit funcția de administrator parohial, iar apoi pe cea de preot la Beiuș. S-a mutat în anul 1829 la Olosig, Oradea, unde a fost numit preot.
La data de 9 iunie 1835 Vasile Erdeli a primit funcția de canonic al Capitlului Catedralei din Oradea, iar apoi a devenit și rector al Seminarului greco-catolic din Oradea (1836–1848).În continuare a urcat treapta de canonic custode, precum și pe cea de asesor al tablelor judiciare din comitatele Cenad și Ciongrad.

## Episcop
La 11 iunie 1843 a fost numit iar apoi sfințit episcop de Oradea, al Bisericii Române Unite cu Roma de către episcopul Ioan Lemeni de la Blaj.  
Chiar și înainte de a fi hirotonit episcop, începând din anul 1832, până în anul 1848, Vasile Erdeli a făcut multe vizitații canonice în Banat și a reușit să mărească numărul parohiilor de la 2 la 22. La Carei, Satu Mare, a înființat un vicariat. În dioceza pe care o conducea, a clădit și reparat 50 de biserici.
A recomandat preoților și credincioșilor să se aboneze la Gazeta de Transilvania care apărea la Brașov. A introdus limba română ca limbă de predare, începând cu 4 martie 1849, în locul limbii latine, la gimnaziul de băieți din Beiuș, ridicat în rang de liceu cu 8 clase. L-a numit pe canonicul Iosif Pop Silaghi inspector școlar diecezan. A ridicat școlile normale de la Oradea și de la Beiuș la 4 clase.
Vasile Erdeli-Ardeleanu, ca și Emanoil Gojdu, în timpul revoluțiilor de la 1848 – 1849 din Transilvania și din Ungaria, a promovat înfrățirea româno-maghiară, dar, îndată după capitularea de la Șiria, Arad a revoluționarilor  maghiari kossuthiști, l-a sprijinit, în mod public, pe Francisc Iosif I, împăratul Imperiului Habsburgic. În toiul luptelor dintre trupele de intervenție țariste cu revoluționarii maghiari conduși de Lajos Kossuth, l-a găzduit, în mod călduros, pe generalul țarist Erivan Paskievici, la Beiuș. În anul 1849 i-a fost prezentat de acesta împăratului, care l-a decorat și făcut baron, ca și pe Andrei Șaguna, de altfel, și pentru aceleași motive. În ianuarie 1850, într-o petiție adresată împăratului, l-a rugat pe acesta să transforme Principatul Ardealului în „Țara Românilor”, iar împăratul să primească titlul de „Mare Principe al Românilor”.
Vasile Erdeli a reușit, cu sprijinul guvernatorului Ungariei, arhiducele Albrecht, înființarea unei catedre de limbă și literatură română la Universitatea din Budapesta, începând cu anul universitar 1862 – 1863. La această catedră a fost numit profesorul Alexandru Roman (1826 - 1897), membru fondator al Academiei Române de la București și publicist, care predase limba română, începând cu anul 1850, la Liceul Premonstratens din Oradea.
În timpul păstorirei sale Episcopia Greco-Catolică de Oradea a trecut de sub jurisdicția Arhiepiscopiei de Strigoniu sub cea a Mitropoliei Române Unite de Alba Iulia și Făgăraș.

## Sfârșitul
Episcopul Vasile Erdeli a murit la vârsta de 68 de ani, la Oradea, la data de 17 martie 1862. A fost înmormântat în Catedrala Sfântul Nicolae din Oradea.
1. ↑  Catholic-Hierarchy.org, accesat în 16 octombrie 2020